# 메디젠휴먼케어
메디젠휴먼케어(MEDIZEN HUMANCARE)는 유전체와 바이오마커 융합 데이터 분석 전문기업으로 개인별 질병, 약물, 웰니스 관련 유전체 정보과 다양한 바이오마커 정보, 항노화 체계 등을 인공지능(AI)을 통해 분석한 인종별 알고리즘으로 맞춤형 자가 헬스케어(Self-Healthcare) 솔루션을 제공하고 있다.
인도네시아, 말레이시아, 베트남 등의 아세안 국가에 진출하여 현재 대기업과의 합작법인 및 연구소를 설립하고 다양한 바이오메디컬 협력사업을 진행 중이며, 최근 몽골, 튀르키예, 호주, 멕시코 등과 본 계약을 통해 글로벌 시장진출을 실현하고 있으며 지속적인 인종 맞춤형 (Ethnic group-specific) 헬스케어 제품 연구개발과 생명자원 빅데이터 뱅킹 (National Bioresources Big Data banking)을 수행하여 국내외 분야에서 선도적 위치 선점을 위해 역량을 강화하고 있다.

## 개요
메디젠휴먼케어(MedizenHumancare)는 2012년에 설립된 대한민국의 유전자 검사 및 체외 진단 의료기기 전문 기업이다. 설립 이후, 질병 예측 유전체 분석 시스템 "M-CHECK"를 출시하며 유전자 분석 시장에 진입하였다. 2016년 코넥스 상장을 시작으로, 국내외에서 다양한 수상을 통해 기술력을 인정받았으며, 2018년에 중국을 시작으로 베트남, 필리핀, 우즈베키스탄, 일본 현지 기업들과 협약을 맺고 진출한 바 있으며 2019년부터 현재까지 인도네시아, 말레이시아, 몽골, 튀르키예 등으로 해외시장 진출을 확대하고 있다. 회사는 웰니스 유전자 검사 (DTC) 상품 "LIFEGENE"를 포함한 맞춤형 유전자 검사 서비스를 제공하며,  2024년 상반기까지 질병예측 유전자검사 누적 검사자 수 150만명을 달성했다. 또한, 산업통상자원부와 보건복지부의 주요 프로젝트에 참여하며, 국내외 다수의 협력 사업을 통해 유전체 분석 및 헬스케어 시장에서 주목받는 기업으로 자리잡고 있다.

## 연혁[1]
- 2012년 07월 주식회사 메디젠휴먼케어 설립
- 2016년 01월 코넥스 상장[2]
- 2017년 11월 대한민국 기술사업화 유공자 한국산업기술원장상 수상[3]
- 2018년 05월 제5회 대한민국 코넥스대상 "최우수기술상" 수상[4]
- 2019년 04월 산업통상자원부 규제샌드박스 실증특례사업 선정[5]
- 2021년 05월 인도네시아 합작회사 “PT. Indo Medizen Sehat” 설립 승인[6]
- 2022년 06월 과학기술정보통신부 지정 “우수 기업부설연구소” 선정[7]
- 2022년 10월 인도네시아 합작회사 “PT. Indo Medizen Sehat” 연구소설립 인도네시아 정부허가 취득
- 2023년 12월 질병발생 예측 유전자 검사 국내 누적 검사 수 120만 건 달성
- 2023년 12월 국가생명윤리정책원 소비자 대상 직접 시행(DTC) 유전자검사역량 인증[8]
- 2024년 04월 몽골 체육부, 몽골 축구협회와 엘리트 체육인 유전체 분석 협약
- 2024년 05월 프로야구 기아타이거즈 운동유전체 분석 협약[9]
- 2024년 05월 튀르키예 유전질환 전문센터 'OMEGA GENETIK' 제휴 계약 체결[10]
- 2024년 06월 대한민국 리딩기업 대상 -'유전체 빅데이터 신기술 대상 수상'[11]
- 2024년 07월 말레이시아 대기업과 JV설립 계약 체결[12]

## 연구 및 기술
메디젠휴먼케어는 최신 유전학 기술을 도입해 유전자 분석의 정확성과 신뢰성을 높이고 있다. 이를 위해 국내외 연구소 및 대학과 협력하여 연구개발을 지속하고 있으며,혁신적인 유전자 분석 기술을 상용화하고 있다. 또한, 몽골축구협회와의 협력을 통해 스포츠 유전자 분석을 확장하고 있으며, 대상웰라이프와의 전략적 투자 협약을 통해 건강 관리 서비스를 강화하고 있다.

## 주요 서비스[17]
1. 질병 예측 유전자 검사 (M-CHECK)
유전적 소인을 분석하여 개인의 암, 당뇨, 심혈관 질환 등 다양한 질병에 대한 발병 가능성을 예측하는 유전자 검사 서비스를 제공한다. 이러한 검사는 개인 맞춤형 건강 관리와 조기 발견을 가능하게 하여, 건강 유지와 질병 예방에 도움을 준다.
2. 웰니스 유전자 검사 (Lifegene)
소비자가 직접 의뢰할 수 있는 웰니스 유전자 검사로, 개인의 피부, 체질, 건강 관리 등에 대한 맞춤형 정보를 제공한다. 메디젠휴먼케어는 유전자 분석을 기반으로 한 맞춤형 건강 관리 프로그램을 제공한다. 고객의 유전적 정보에 맞춰 식이요법, 운동, 생활습관 개선 방안을 제안하며, 개인의 건강 상태를 지속적으로 모니터링할 수 있는 서비스도 함께 운영하고 있다.
3. 스포츠 유전자 검사
메디젠휴먼케어는 프로 스포츠 팀들과 협력하여 선수들의 유전적 특성을 분석, 경기력 향상과 부상 예방을 돕고 있다. 대표적으로 KIA 타이거즈와 협력하여 선수들의 유전자 데이터를 분석하고, 맞춤형 운동 프로그램과 부상 예방 전략을 제공하고 있다. 이 협력은 유전학 기반의 스포츠 관리가 실제 경기 현장에 적용된 국내 사례로 평가된다.

## 협력 및 파트너십
메디젠휴먼케어는 글로벌 파트너십을 통해 다양한 국가에서 유전자 분석 기술을 확장하고 있다. 인도네시아의 Salim Group과의 합작회사를 통해 현지 연구소를 설립하였으며, 몽골축구협회, 우즈베키스탄 식약청 등과 협력하여 유전자 분석 기술을 기반으로 한 맞춤형 헬스케어 서비스를 제공하고 있다. 최근에는 말레이시아 투자기업 Canary Wharf Horizon과 JV 설립 계약을 체결하여 글로벌 확장을 이어가고 있다.